# Corgnac-sur-l'Isle
Corgnac-sur-l'Isle è un comune francese di 819 abitanti situato nel dipartimento della Dordogna nella regione della Nuova Aquitania.

## Società

### Evoluzione demografica
Abitanti censiti